# Zastava M84
A Zastava M84 é uma metralhadora de uso geral fabricada pela Zastava Arms. É uma arma operada a gás, resfriada a ar, alimentada por fita e automática.
A M84 é uma cópia licenciada da PKM da União Soviética, com algumas diferenças, como uma coronha de formato diferente e um cano um pouco mais longo e mais pesado, que tem medidas ligeiramente diferentes na porta de gás e à frente do munhão em diâmetro.

## Variantes

### M84
A M84 destina-se ao uso da infantaria, contra infantaria inimiga e veículos leves. Também é configurada para montagem em tripé (como a PKS).

### M86
A M86 é uma metralhadora para tanque projetada para ser montada como arma coaxial em tanques M-84 e outros veículos de combate. A coronha, o bipé e a mira de ferro são omitidos nesta versão e inclui um cano mais pesado e gatilho elétrico, muito parecido com a PKMT russa. Outra versão, a M86A, foi projetada para montagens externas e pode ser usada sem estar montada.

## Operadores
- Afeganistão[6]
- Bósnia e Herzegovina[7]

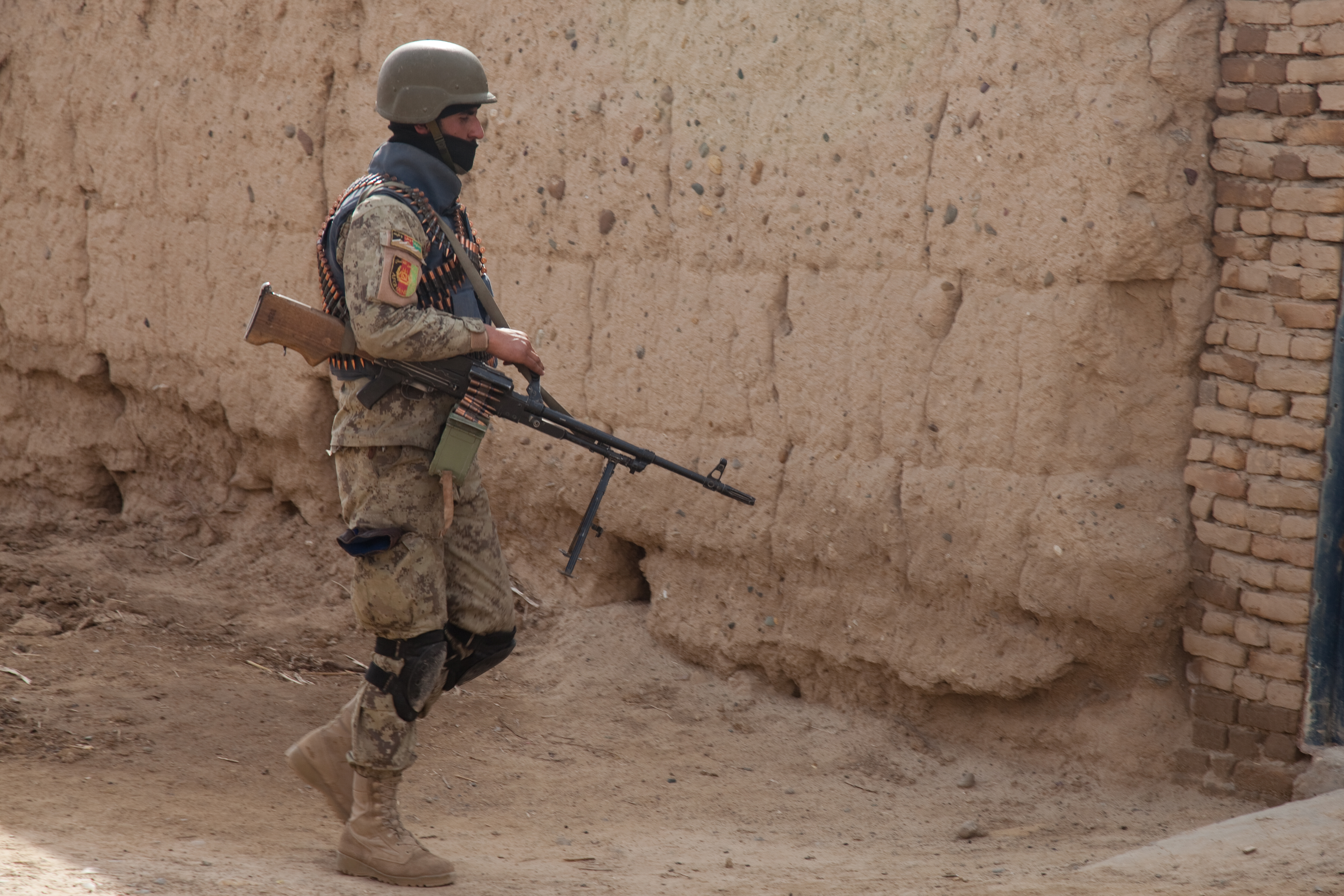
Soldado do Exército Nacional Afegão com uma metralhadora M84 em 2012.

- Burquina Fasso: usado pelo contingente burquinense da Missão Multidimensional Integrada das Nações Unidas para Estabilização do Mali[8]
- Camboja
- Camarões
- República Democrática do Congo[9]
- Iraque[10]
- Libéria[11]
- Macedônia do Norte[12]
- Montenegro[13]
- Sérvia[14]
- Somália[15]
- Exército Nacional Sírio[16]

### Former users
- Croácia: Ex-operador, substituída pela FN MAG e Ultimax 100.[17]
- Iugoslávia: Designada Mitraljez 7.62 mm M84[5]

## Galeria

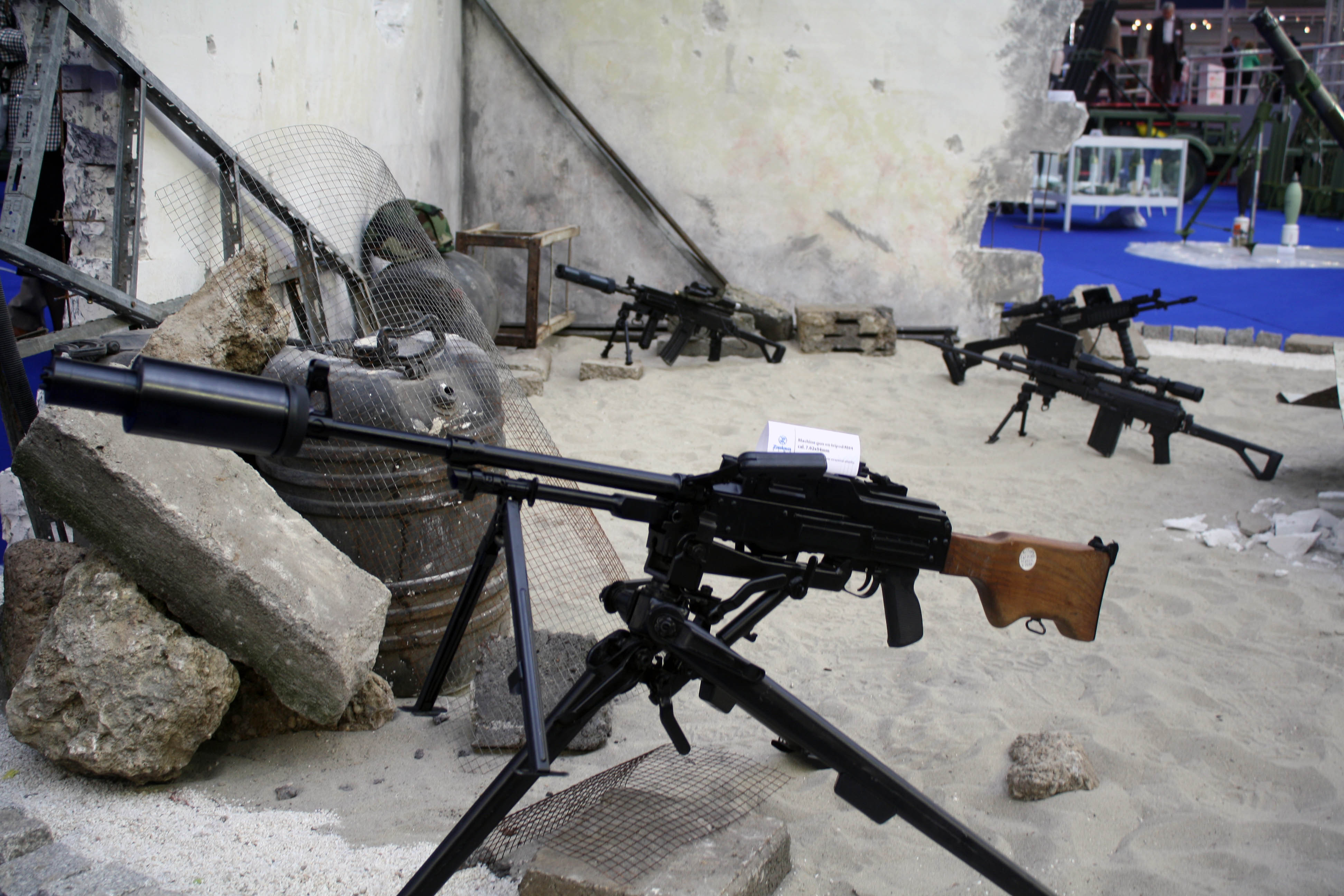
Uma Zastava M84/3
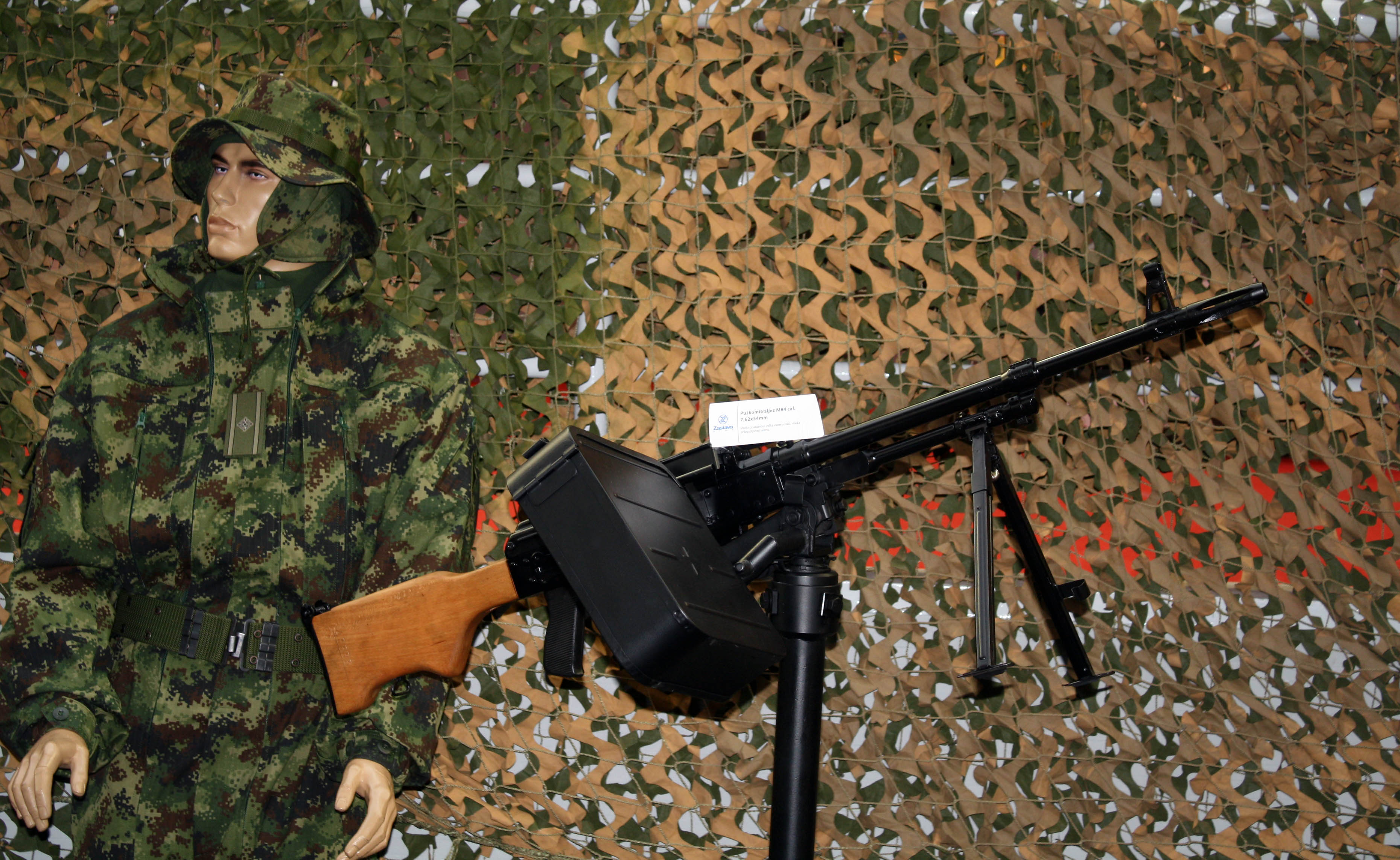
Uma Zastava M84
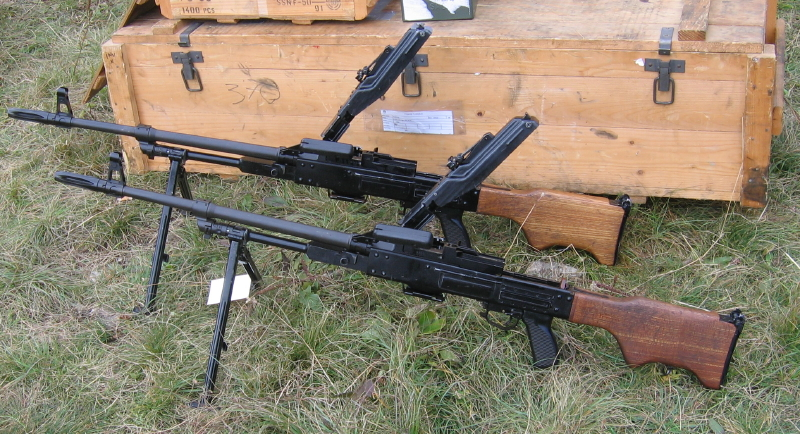
Vista lateral da metralhadora de uso geral Zastava M84.
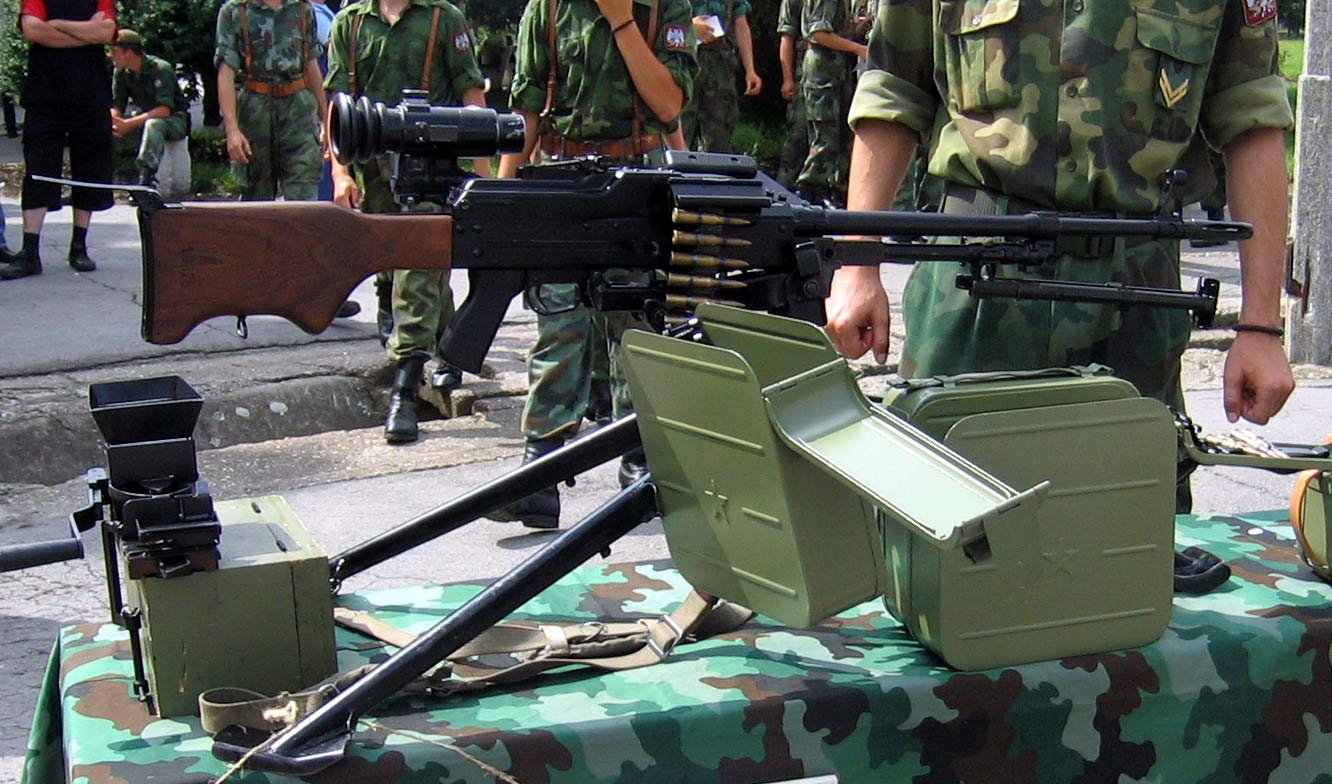
Uma Zastava M84 com mira telescópica